# Orthiopteris acuminata
Orthiopteris acuminata là một loài dương xỉ trong họ Saccolomataceae. Loài này được Copel. mô tả khoa học đầu tiên năm 1950.
Danh pháp khoa học của loài này chưa được làm sáng tỏ. 